# Іри-пат
| r · p · a |

| r · p · a |

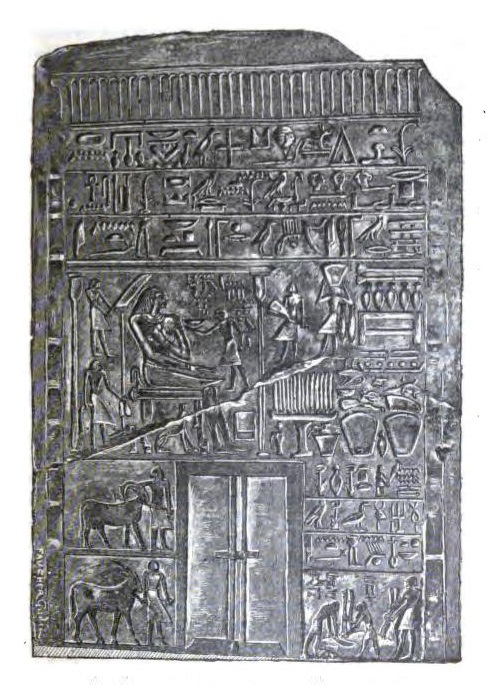
Стела Інтефа Старшого, що титулує його іри-патом в кінці другого рядку

Іри-пат — давньоєгипетський титул високого рангу. Належав чиновникам, які займали привілейовану позицію у владній ієрархії країни. Дослівно перекладається як «належить до еліти».
Іри-пат був одним з найвищих титулів при королівському дворі, і лише найважливіші чиновники могли його носити. Був значніший за титул Хаті-а.
Титул відомий вже за часів Першій династії: одним із перших його власників був Мерка, чиновник при фараоні Каа.
У Новому королівстві титул часто відносився до крон-принців. Його володарем була друга особа в державі й спадкоємець престолу.  
Тому його іноді перекладають як «спадкоємець престолу» або «спадковий принц». 
При Тутанхамоні придворний сановник Хоремхеб офіційно був призначений іри-патом або спадкоємцем цього фараона.